# 雪豹
雪豹，又名艾葉豹、荷葉豹、草豹，中亞與部分中國西部民族則又稱伊尔毕斯，有“雪山之王”之称，是一种大型猫科食肉动物和旗舰种，由于其常在雪线附近和雪地间活动，故名“雪豹”。雪豹原产于亚洲中部山区，天山等高海拔山地是雪豹的主要分布地。其皮毛为灰白色，有黑色点斑和黑环，相对长而粗大的尾巴是雪豹与其他相似物种区分的明显特征。
雪豹敏感、机警、喜欢独行、夜间活动、远离人迹和高海拔的生活特性使其行为特征难以为人所知。到目前为止，人类对雪豹的了解仍然十分有限。
因其处于高原生态食物链的顶端，雪豹亦被人们称为“高海拔生态系统健康与否的气压计”。而由于非法捕猎等多种人为因素，雪豹的数量正急剧减少，现已成为濒危物种。在中国，雪豹的数量甚至少于大熊猫。“只见雪豹皮，不见雪豹躯”是1990年代，美国博物学家乔治·夏勒博士的痛心呐喊。
与此同时，对雪豹的一系列研究和保护工作也正在進行。2012年6月，青海三江源地区首次拍摄到雪豹影像，引发了较大关注。
2017年，世界自然保護聯盟（IUCN）基於評估滅絕風險的全球標準，宣佈將大型貓科動物雪豹，從瀕危（EN）級別降級到易危（VU）級別。

## 生物学

### 形态特征

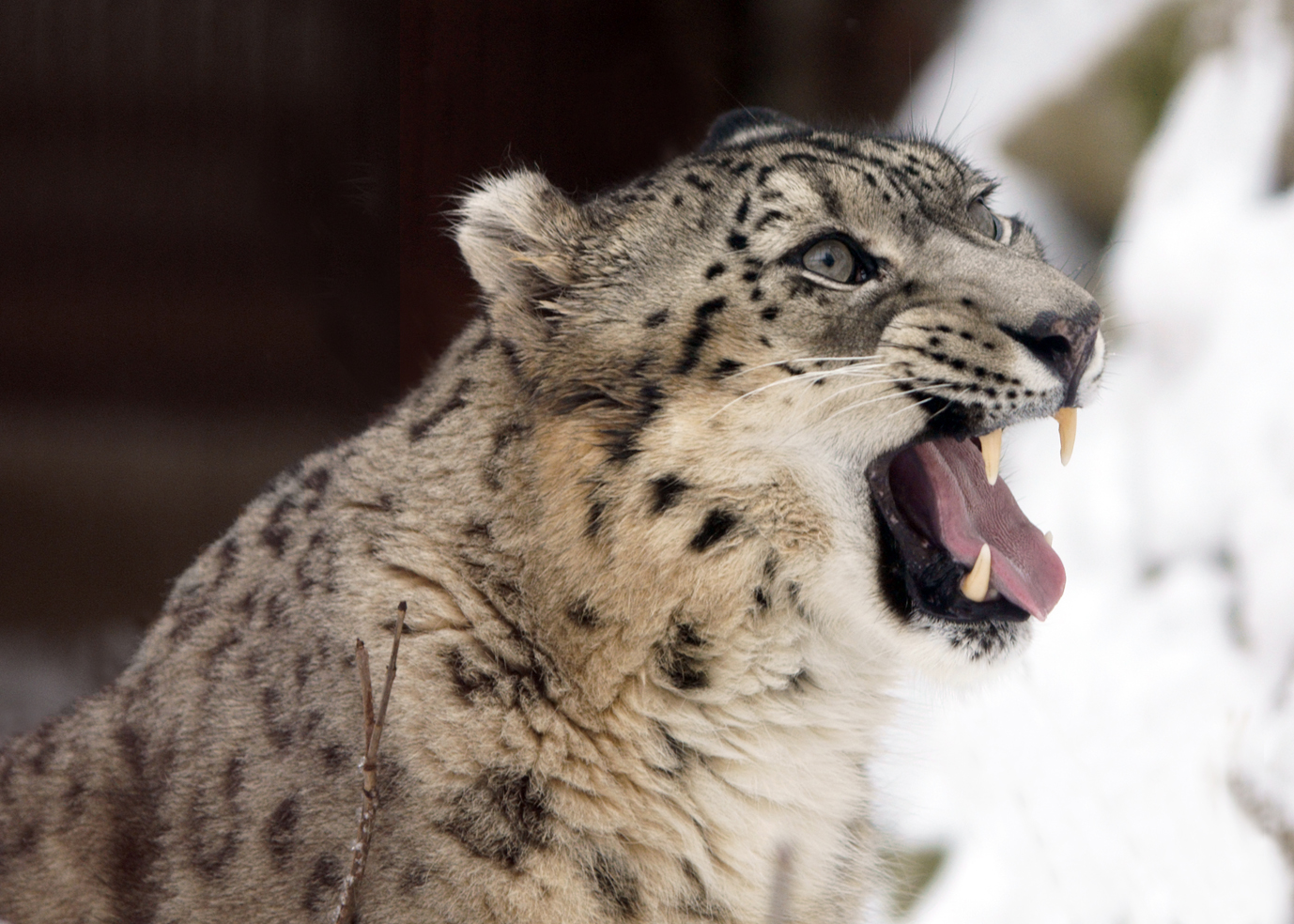
雪豹特写

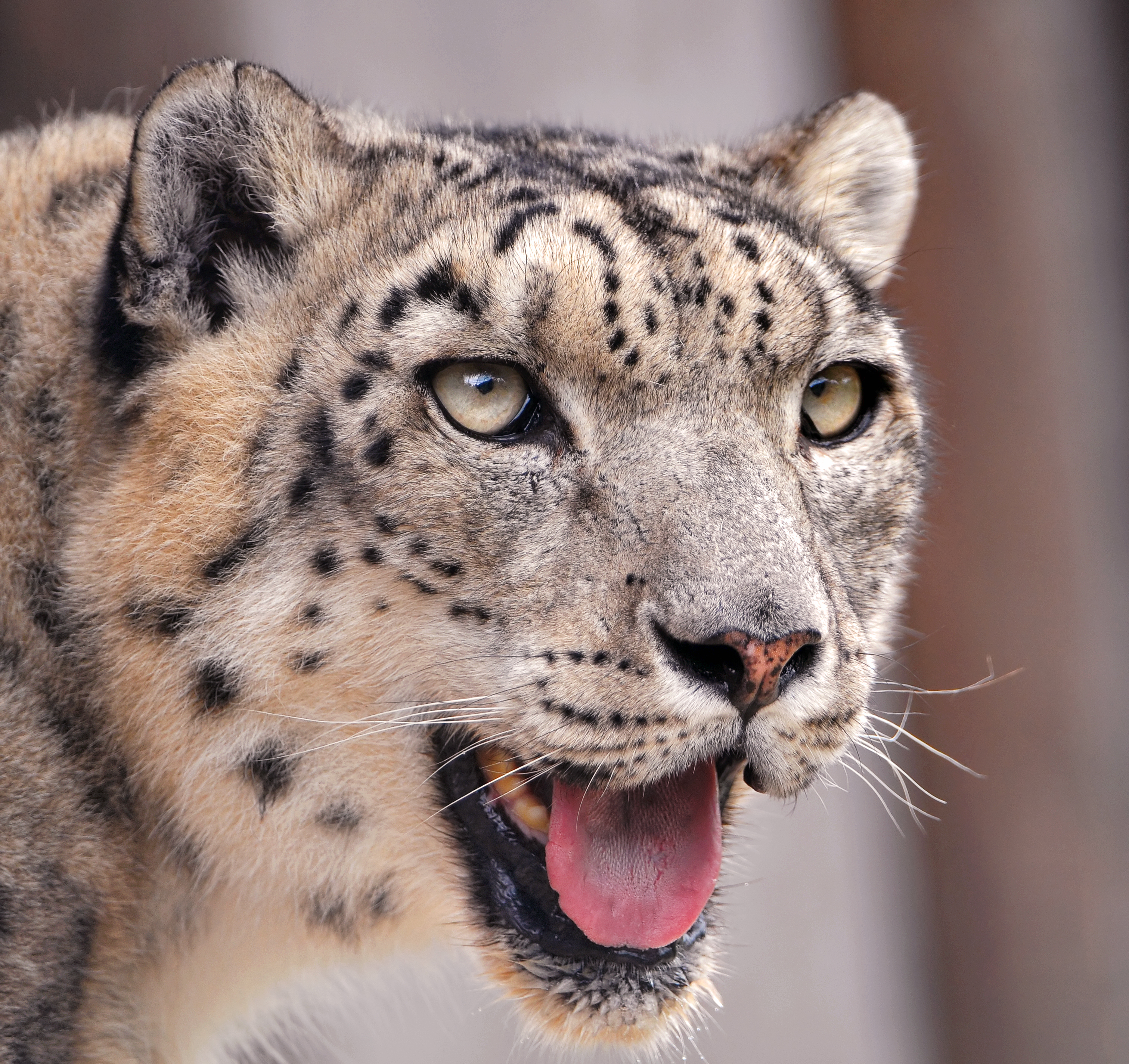
雄性雪豹的頭部特寫

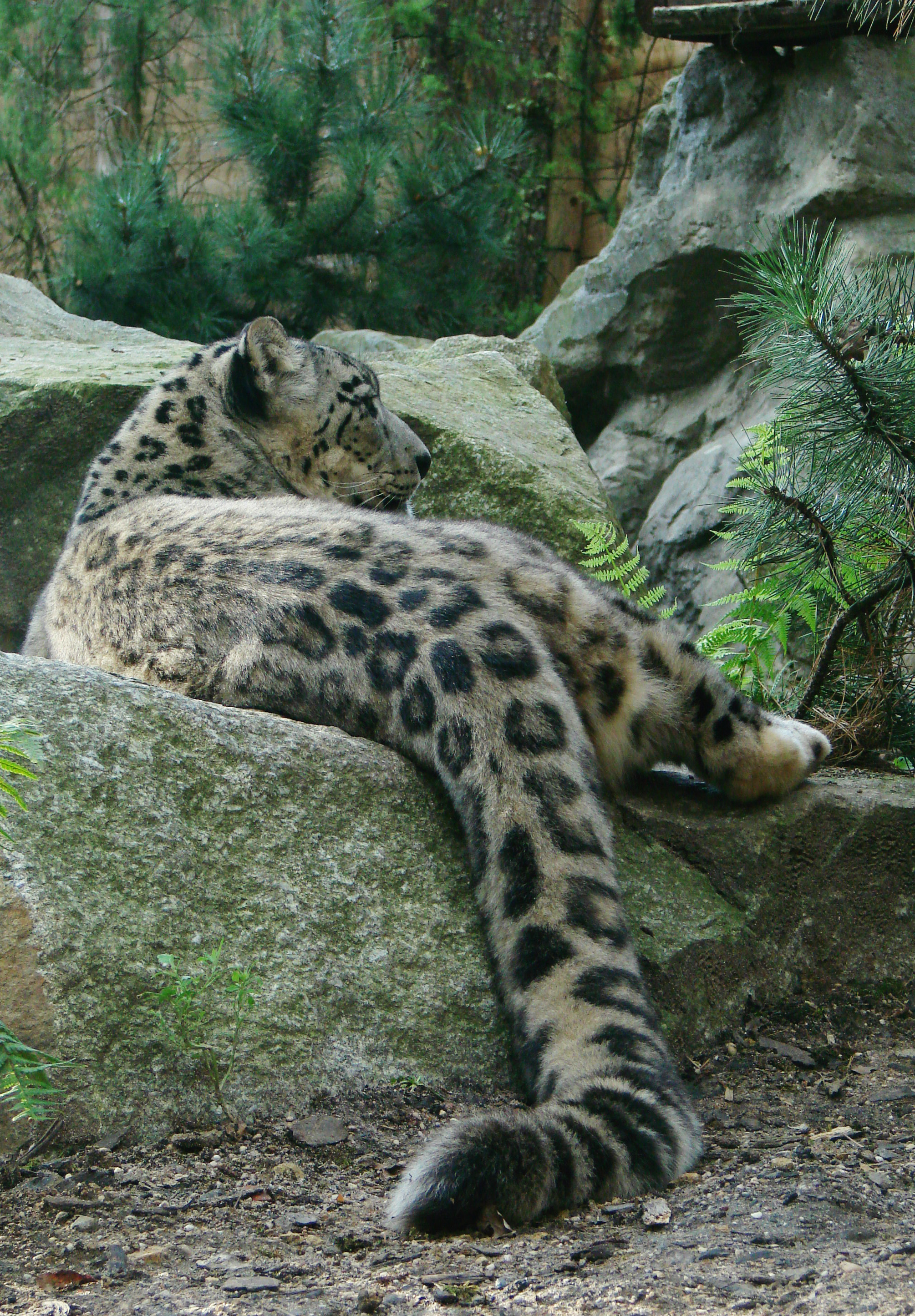
雪豹和牠的长尾巴

雪豹在大型猫科动物中属于中等体型，大小似豹，头比豹小。其平均体重在30到50公斤，最重75公斤，体长100到130公分。同时，雪豹有许多在寒冷的山区生长的生物特征，他们身体粗壮、毛厚、耳小，这些特征都有助于减少身体热量散发。雪豹的虹膜呈黄绿色，强光照射下会缩为圆状。雪豹也有着大且披毛的足部，前足5趾，后足4趾，前足比后足宽大。大脚的作用有如雪地靴，可以分散体重在雪地上的压力，不会在松软的积雪上陷得太深，有助于在雪地行走。脚掌的毛除了可以增加在陡峭或不稳定雪面的摩擦力之外，还能减少从脚掌散失的体热。趾端具尖锐的角质化硬爪。
雪豹的皮毛为灰白色。雪豹耳朵的背面为灰白色，边缘为黑色。鼻子尖端为肉色或黑褐色。上唇白色，略带灰褐色，具黑色的小斑点和短条纹，唇边的胡须颜色黑白相间。其颈下、胸部、腹部、四肢内侧及尾巴下部均为白色，皮毛上有黑色点斑和黑环。从雪豹的背部开始，沿脊背有三条由黑斑形成的线纹直至尾巴的根部，后面的黑环边较宽而大，至尾巴端最为明显，如同植物叶子，所以有“艾叶豹”的俗称。
雪豹相对长而粗大的尾巴（约为体长的3/4）成为与其他相似物种区分的明显特征。这条长尾巴长满浓密蓬松的毛，分布有斑纹，尾尖能绕成圆形花结，坚硬时如同钢鞭怒竖。有的个体由于尾巴过于粗大，养成了盘尾的习惯，形成一个卷曲的圆圈。除了在山地环境攀爬斜坡和快速奔跑的时候帮助雪豹来保持平衡外，在寒冷的环境中，这条尾巴也可以在他睡觉时盖住口鼻保温。同时，雪豹的鼻腔较大，亦是为了使吸入的冷空气温暖。

### 演化与分类
雪豹在生物分类学上的定位，曾经为单独的一个属——雪豹属（Uncia），其學名为“Uncia uncia”。主要理由是其舌骨基本骨化，而豹属动物的舌骨中部为韧带性软骨。因此，雪豹不能像其他大型猫科动物一样发出低沉、强烈的吼叫，而只能嘶嚎。同时，雪豹与虎、豹等动物很难进行杂交，且没有产生过杂交种，而狮、虎、豹、美洲豹之间能够进行杂交，并有过杂交种的记录。从而有文献认为应将雪豹看作是大型猫（狮、虎、豹等）与小型猫（金猫、豹猫等）的一个过渡型，单列为一个属较为合适。目前，《世界哺乳动物物种》第三版、《濒危野生动植物种国际贸易公约》附录一和《中国动物志》均使用该种名。然而最近的分子生物研究显示这个物种应为豹属的一个亚属，同时种名应为“Panthera uncia”。目前，国际自然保护联盟（IUCN）使用这一种名。
雪豹据称有两个亚种。在《世界哺乳动物手册》上，其亚种名分别为“U. u. uncia”和“U. u. uncioides”。前者分布于中亚及东北方的蒙古和俄罗斯，后者分布于中国西部地区和喜马拉雅山。但这一点并没有被广泛认可。
以下演化樹來自於魏磊等人的2011年研究《豹属线粒体基因组分析》，發現獅是雪豹最亲的物种，而豹屬是由虎、豹、雪豹、美洲虎、以及獅所構成，並主张將雲豹屬也歸類於豹屬。研究人員並發現，整个豹亚科（原文称之为豹屬）是約在1130萬年前与貓亞科動物分开演化，而雪豹与獅的演化分歧時間大約在463萬年前，此時青藏高原正在隆起、成形中；在約260萬年前，青藏高原的隆起進入第二階段，形成更高海拔的高原，這段時期可能是雪豹演化成高原特有種的關鍵階段；在約170萬年前，青藏高原已接近現在的高度，原本分佈於高原的雪豹開始往週圍高地進行輻射擴散：
|  | 豹（Panthera pardus）                                                         |
|  |                                                                               |
|  | \| \| 獅（Panthera leo） \| \| \| \| \| \| 雪豹（Panthera uncia） \| \| \| \| |
|  |                                                                               |
|  | 獅（Panthera leo）                                                            |
|  |                                                                               |
|  | 雪豹（Panthera uncia）                                                        |
|  |                                                                               |

|  | 獅（Panthera leo）     |
|  |                        |
|  | 雪豹（Panthera uncia） |
|  |                        |

|  | 豹（Panthera pardus）                                                         |
|  |                                                                               |
|  | \| \| 獅（Panthera leo） \| \| \| \| \| \| 雪豹（Panthera uncia） \| \| \| \| |
|  |                                                                               |
|  | 獅（Panthera leo）                                                            |
|  |                                                                               |
|  | 雪豹（Panthera uncia）                                                        |
|  |                                                                               |

|  | 獅（Panthera leo）     |
|  |                        |
|  | 雪豹（Panthera uncia） |
|  |                        |

|  | 豹（Panthera pardus）                                                         |
|  |                                                                               |
|  | \| \| 獅（Panthera leo） \| \| \| \| \| \| 雪豹（Panthera uncia） \| \| \| \| |
|  |                                                                               |
|  | 獅（Panthera leo）                                                            |
|  |                                                                               |
|  | 雪豹（Panthera uncia）                                                        |
|  |                                                                               |

|  | 獅（Panthera leo）     |
|  |                        |
|  | 雪豹（Panthera uncia） |
|  |                        |

|  | 豹（Panthera pardus）                                                         |
|  |                                                                               |
|  | \| \| 獅（Panthera leo） \| \| \| \| \| \| 雪豹（Panthera uncia） \| \| \| \| |
|  |                                                                               |
|  | 獅（Panthera leo）                                                            |
|  |                                                                               |
|  | 雪豹（Panthera uncia）                                                        |
|  |                                                                               |

|  | 獅（Panthera leo）     |
|  |                        |
|  | 雪豹（Panthera uncia） |
|  |                        |

|  | 豹（Panthera pardus）                                                         |
|  |                                                                               |
|  | \| \| 獅（Panthera leo） \| \| \| \| \| \| 雪豹（Panthera uncia） \| \| \| \| |
|  |                                                                               |
|  | 獅（Panthera leo）                                                            |
|  |                                                                               |
|  | 雪豹（Panthera uncia）                                                        |
|  |                                                                               |

|  | 獅（Panthera leo）     |
|  |                        |
|  | 雪豹（Panthera uncia） |
|  |                        |

|  | 豹（Panthera pardus）                                                         |
|  |                                                                               |
|  | \| \| 獅（Panthera leo） \| \| \| \| \| \| 雪豹（Panthera uncia） \| \| \| \| |
|  |                                                                               |
|  | 獅（Panthera leo）                                                            |
|  |                                                                               |
|  | 雪豹（Panthera uncia）                                                        |
|  |                                                                               |

|  | 獅（Panthera leo）     |
|  |                        |
|  | 雪豹（Panthera uncia） |
|  |                        |

|  | 豹（Panthera pardus）                                                         |
|  |                                                                               |
|  | \| \| 獅（Panthera leo） \| \| \| \| \| \| 雪豹（Panthera uncia） \| \| \| \| |
|  |                                                                               |
|  | 獅（Panthera leo）                                                            |
|  |                                                                               |
|  | 雪豹（Panthera uncia）                                                        |
|  |                                                                               |

|  | 獅（Panthera leo）     |
|  |                        |
|  | 雪豹（Panthera uncia） |
|  |                        |

|  | 豹（Panthera pardus）                                                         |
|  |                                                                               |
|  | \| \| 獅（Panthera leo） \| \| \| \| \| \| 雪豹（Panthera uncia） \| \| \| \| |
|  |                                                                               |
|  | 獅（Panthera leo）                                                            |
|  |                                                                               |
|  | 雪豹（Panthera uncia）                                                        |
|  |                                                                               |

|  | 獅（Panthera leo）     |
|  |                        |
|  | 雪豹（Panthera uncia） |
|  |                        |

|  | 豹（Panthera pardus）                                                         |
|  |                                                                               |
|  | \| \| 獅（Panthera leo） \| \| \| \| \| \| 雪豹（Panthera uncia） \| \| \| \| |
|  |                                                                               |
|  | 獅（Panthera leo）                                                            |
|  |                                                                               |
|  | 雪豹（Panthera uncia）                                                        |
|  |                                                                               |

|  | 獅（Panthera leo）     |
|  |                        |
|  | 雪豹（Panthera uncia） |
|  |                        |

|  | 豹（Panthera pardus）                                                         |
|  |                                                                               |
|  | \| \| 獅（Panthera leo） \| \| \| \| \| \| 雪豹（Panthera uncia） \| \| \| \| |
|  |                                                                               |
|  | 獅（Panthera leo）                                                            |
|  |                                                                               |
|  | 雪豹（Panthera uncia）                                                        |
|  |                                                                               |

|  | 獅（Panthera leo）     |
|  |                        |
|  | 雪豹（Panthera uncia） |
|  |                        |

|  | 豹（Panthera pardus）                                                         |
|  |                                                                               |
|  | \| \| 獅（Panthera leo） \| \| \| \| \| \| 雪豹（Panthera uncia） \| \| \| \| |
|  |                                                                               |
|  | 獅（Panthera leo）                                                            |
|  |                                                                               |
|  | 雪豹（Panthera uncia）                                                        |
|  |                                                                               |

|  | 獅（Panthera leo）     |
|  |                        |
|  | 雪豹（Panthera uncia） |
|  |                        |

|  | 豹（Panthera pardus）                                                         |
|  |                                                                               |
|  | \| \| 獅（Panthera leo） \| \| \| \| \| \| 雪豹（Panthera uncia） \| \| \| \| |
|  |                                                                               |
|  | 獅（Panthera leo）                                                            |
|  |                                                                               |
|  | 雪豹（Panthera uncia）                                                        |
|  |                                                                               |

|  | 獅（Panthera leo）     |
|  |                        |
|  | 雪豹（Panthera uncia） |
|  |                        |

|  | 豹（Panthera pardus）                                                         |
|  |                                                                               |
|  | \| \| 獅（Panthera leo） \| \| \| \| \| \| 雪豹（Panthera uncia） \| \| \| \| |
|  |                                                                               |
|  | 獅（Panthera leo）                                                            |
|  |                                                                               |
|  | 雪豹（Panthera uncia）                                                        |
|  |                                                                               |

|  | 獅（Panthera leo）     |
|  |                        |
|  | 雪豹（Panthera uncia） |
|  |                        |

|  | 豹（Panthera pardus）                                                         |
|  |                                                                               |
|  | \| \| 獅（Panthera leo） \| \| \| \| \| \| 雪豹（Panthera uncia） \| \| \| \| |
|  |                                                                               |
|  | 獅（Panthera leo）                                                            |
|  |                                                                               |
|  | 雪豹（Panthera uncia）                                                        |
|  |                                                                               |

|  | 獅（Panthera leo）     |
|  |                        |
|  | 雪豹（Panthera uncia） |
|  |                        |

|  | 豹（Panthera pardus）                                                         |
|  |                                                                               |
|  | \| \| 獅（Panthera leo） \| \| \| \| \| \| 雪豹（Panthera uncia） \| \| \| \| |
|  |                                                                               |
|  | 獅（Panthera leo）                                                            |
|  |                                                                               |
|  | 雪豹（Panthera uncia）                                                        |
|  |                                                                               |

|  | 獅（Panthera leo）     |
|  |                        |
|  | 雪豹（Panthera uncia） |
|  |                        |

|  | 豹（Panthera pardus）                                                         |
|  |                                                                               |
|  | \| \| 獅（Panthera leo） \| \| \| \| \| \| 雪豹（Panthera uncia） \| \| \| \| |
|  |                                                                               |
|  | 獅（Panthera leo）                                                            |
|  |                                                                               |
|  | 雪豹（Panthera uncia）                                                        |
|  |                                                                               |

|  | 獅（Panthera leo）     |
|  |                        |
|  | 雪豹（Panthera uncia） |
|  |                        |

### 解剖特征

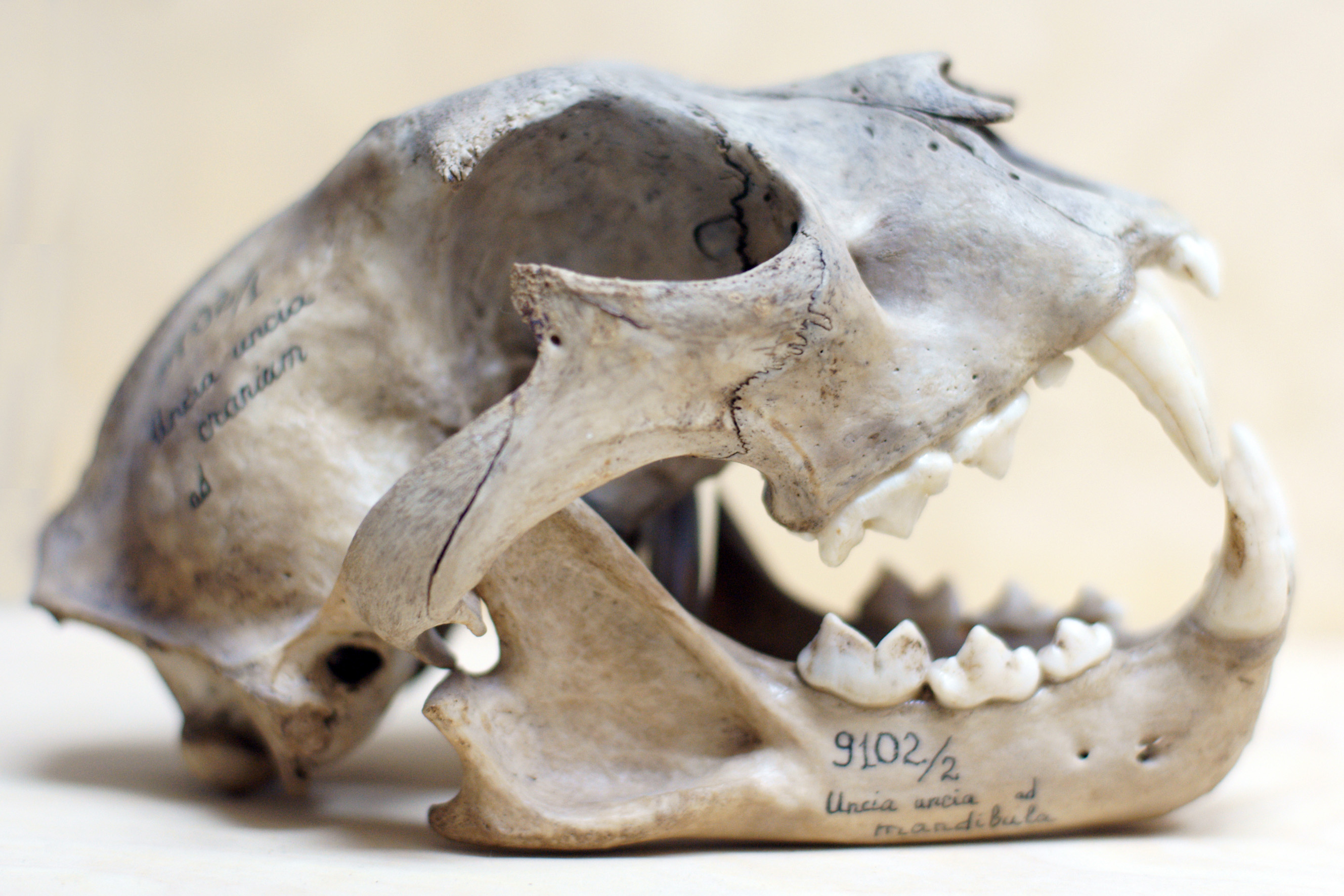
雪豹的头骨

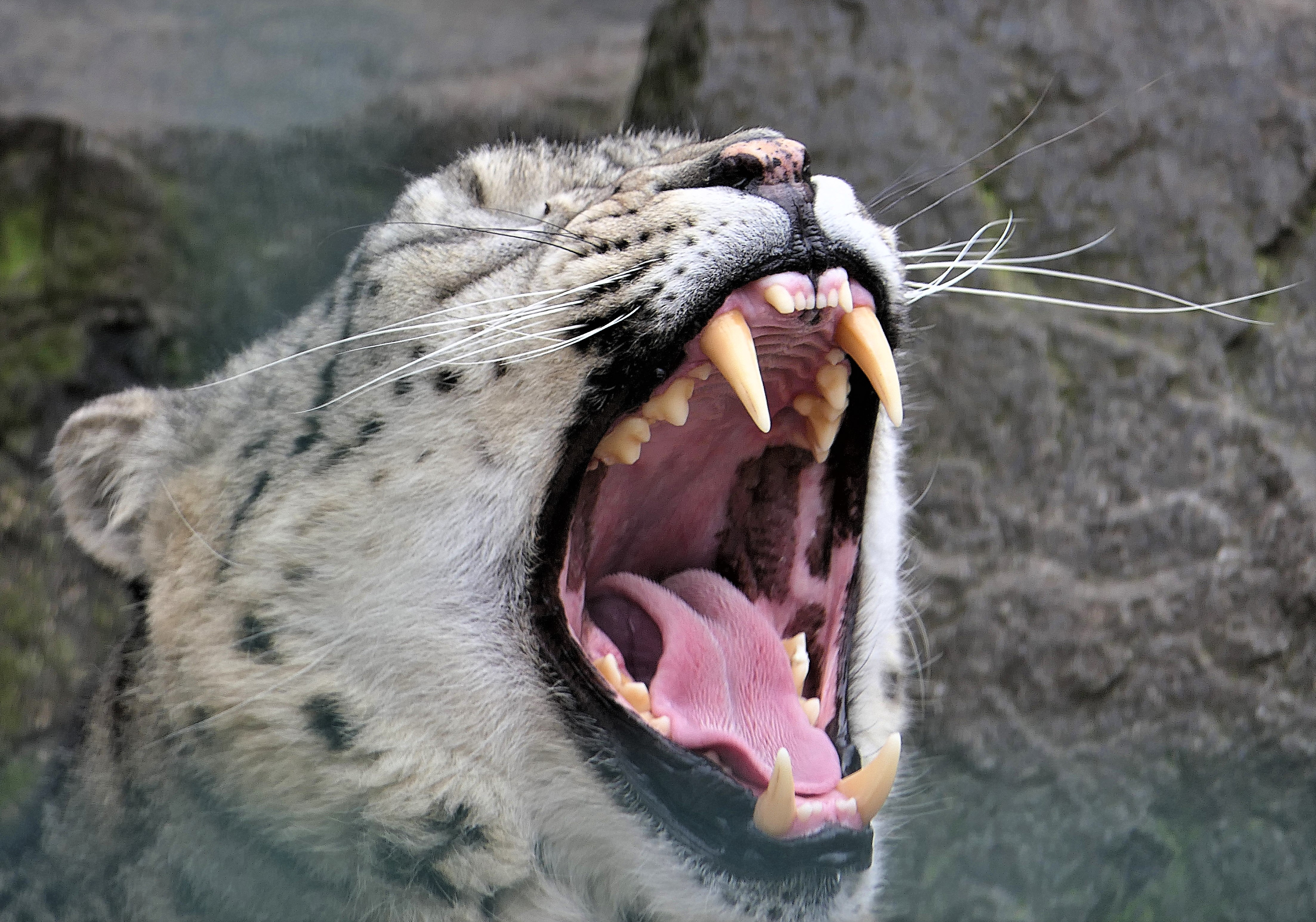
露出犬齒的雪豹

雪豹的头骨与豹相似，但略短于豹。脑颅较宽而近乎圆形，脑室较大。颧弓发达，鼻骨短而阔，吻部、额骨和眶间距亦宽。上颌骨额突出部超过鼻骨的额突部。人字嵴、矢状嵴特别隆起，骨缝愈合紧密。鼓室不甚发达，听泡较平低。下颌骨厚实、底缘平直。
雪豹齿式为{\displaystyle {\frac {3\cdot 1\cdot 2\cdot 1}{3\cdot 1\cdot 2\cdot 1}}=30}。上、下齿均较小，排一横列。犬齿特别发达，长略弯，呈圆锥状，齿尖锐利，犬齿与前臼齿趾间距较小。第二前臼齿较小。上臼齿形小，横列。

### 遗传及生理学特征
雪豹的常染色体为32（M+SM） + 4（A），X、Y性染色体均为亚中着丝粒染色体（SM）。
雪豹由于居于高原山区，故具有高度发达的分配血液、调节呼吸等机能，对氧气变化很敏感。它的红血球直徑很小，约为5.5微米（4.73-6.15微米），红血球蛋白高度集中。

## 生态学

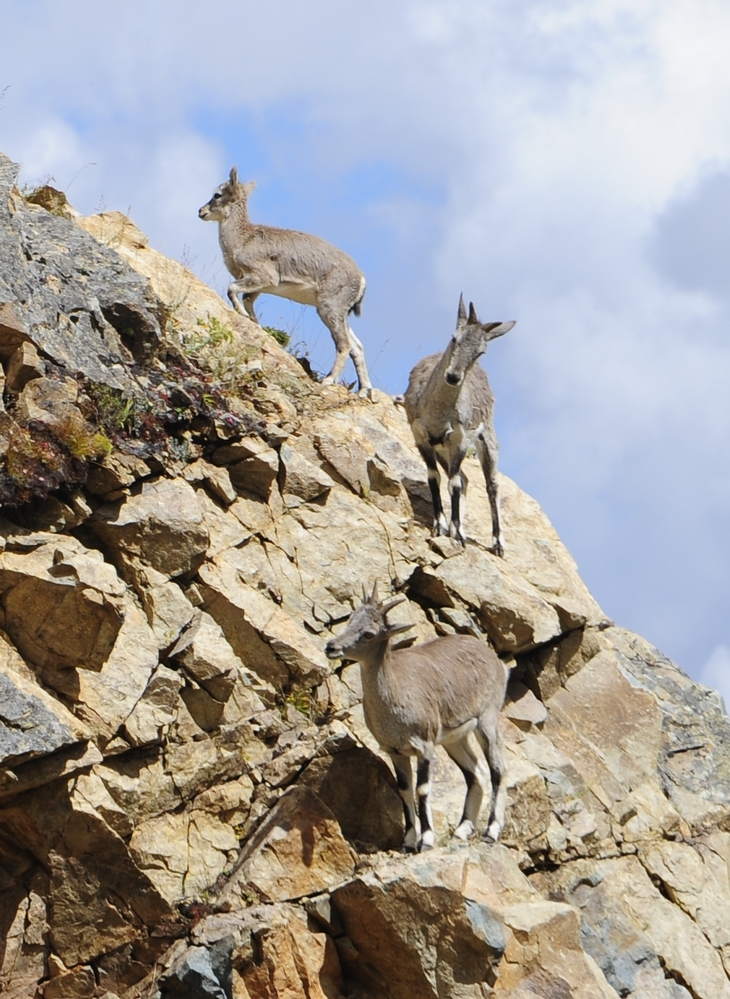
岩羊是雪豹的主要食物

### 分布
雪豹是中亚和南亞山地的特有物種，分部为斑状分布，常栖于海拔2500-5000米的高原地区。分布面積廣達123萬平方公里，跨越中亚的12个国家，历史上也曾在缅甸有分布。具体而言，其分布于哈萨克斯坦、乌兹别克斯坦、塔吉克斯坦和吉尔吉斯斯坦等前苏联的中亚各国、蒙古、阿富汗、印度北部、尼泊尔、巴基斯坦、克什米尔等地，以及中国的西藏、四川、新疆、青海、甘肃、宁夏、内蒙等省区的高山地区，如喜马拉雅山、可可西里山、冈底斯山、天山、帕米尔高原、昆仑山、唐古拉山、阿尔泰山、阿尔金山、祁连山、贺兰山、阴山、乌拉尔山等等。这些地方大多为没有人类居住的地区，仅生长着极少的高山垫状植被。在平原地区偶尔也有踪迹。
但在2005年5月3日，在新疆吐鲁番的戈壁上发现一具雪豹尸体。离现场最近的卡恰克村海拔为-63米。关于这只雪豹的来历众说纷纭，尚无定论。

### 栖息地与巢穴
雪豹为高原地区的岩栖动物。主要生境为高山裸岩、高山草甸、高山灌丛和山地针叶林缘四种类型，从不进入森林之中。雪豹夏季居住在海拔5000米左右的高山草甸空旷地带活动，夏季可在3000-6000米的高山上见到，冬季多随着食物的迁徙而下降至2000-3500米。但有的雪豹在冬季仍生活在5000米的高山上。在珠穆朗玛峰北坡考察时，曾在海拔5300米的高山营地的附近见到过一只雪豹。雪豹并非全部都生活在海拔高的地方或是高山上，内蒙古包头以西约100公里的乌拉山（最高峰仅2185米）一带的雪豹常年是在1000米左右环境中生活。也有居住在600-1500米高的草原地带。
雪豹多栖居在空旷多岩石的地方，常在永久冰雪高山裸岩和寒漠带活动。由于其常在雪线附近和雪地间活动，故名“雪豹”。雪豹很少到林丛或灌木林中，虽然曾在芦苇丛中捕获到一只雪豹，但这是极个别现象。
雪豹有固定的巢穴，设在岩洞中或乱石凹、石缝里，白天常在巢穴中睡眠休息。有时也可在灌木林、碎石地上发现雪豹临时休息的地方。雪豹十分念窝，除非洞塌水淹，否则不会挪窝。

### 习性与特点
雪豹具有夜行性，昼伏夜出，每日清晨及黄昏为捕食、活动的高峰。其行动敏捷机警，动作非常灵活，善于跳跃。3-4m的高崖可纵身而下，据说最多有一跃跳过15m宽的山涧的记录。雪豹在行走时爪不伸开，梅花状的脚掌非常漂亮且独特，行走时步幅在1米以内，跑动时步幅达到1.6米。而在白天，雪豹很少出来，有时会躺在高山裸岩上晒太阳。其上下山有一定的路线，喜走山脊和溪谷，经常沿着踩出的小径行走。
雪豹性情凶猛异常，但在野外从不主动攻击人。同时，雪豹有很强的好奇心，这点类似于大部分猫科动物。在夜晚，雪豹常在考察队员的宿营地附近活动，但第二天早上则只见其在雪地中的爪印，不见其踪影。
雪豹一年换一次毛，它将它和它的幼崽的毛收集起来压在身下，日久月长就成了一片豹毛毡。1955年在四川省宝兴县金梵山上发现的雪豹巢窝面积约有一平方米，地上有15-20毫米厚的毡状毛层。传说在冰雪之上睡这种毡犹如睡火炕，故被称为“带火的褥子”。然而，由于雪豹洞十分隐蔽，故此物极其稀有。

### 猎食
雪豹以岩羊、北山羊、盘羊等高原动物为主食，也捕食高原兔、旱獭、鼠类等小动物以及雪鸡、马鸡、虹雉等鸟类，在食物缺乏时也盗食家畜、家禽。其猎食往往采取伏击或偷袭的方法，常在野羊活动地区附近隐藏，由于其身上的花纹色彩与裸岩块斑相似，故野羊难以辨别。待羊走近时，雪豹便一跃而起，扑倒猎物。其进食时一般先食腹部、内脏，然后再吃肌肉，最后食头。食时用前爪抓肉，类似小猫，并以臼齿撕裂咬食。为了猎食，雪豹往往出去很远，常按一定的路线绕行于一个地区，需要许多天才能返回。这符合它的进食周期，雪豹饱食后可以一个星期不进食。
雪豹在袭击牧民的羊群时，总是先悄悄地潜伏在岩石峭壁的缝隙里，等牧民转身离开时再一声不响地实施伏击，而且一次只猎杀一只。这点与大面积屠杀，一次咬死一大片的狼完全不同。
雪豹也吃植物，原因尚不清楚。

### 繁殖

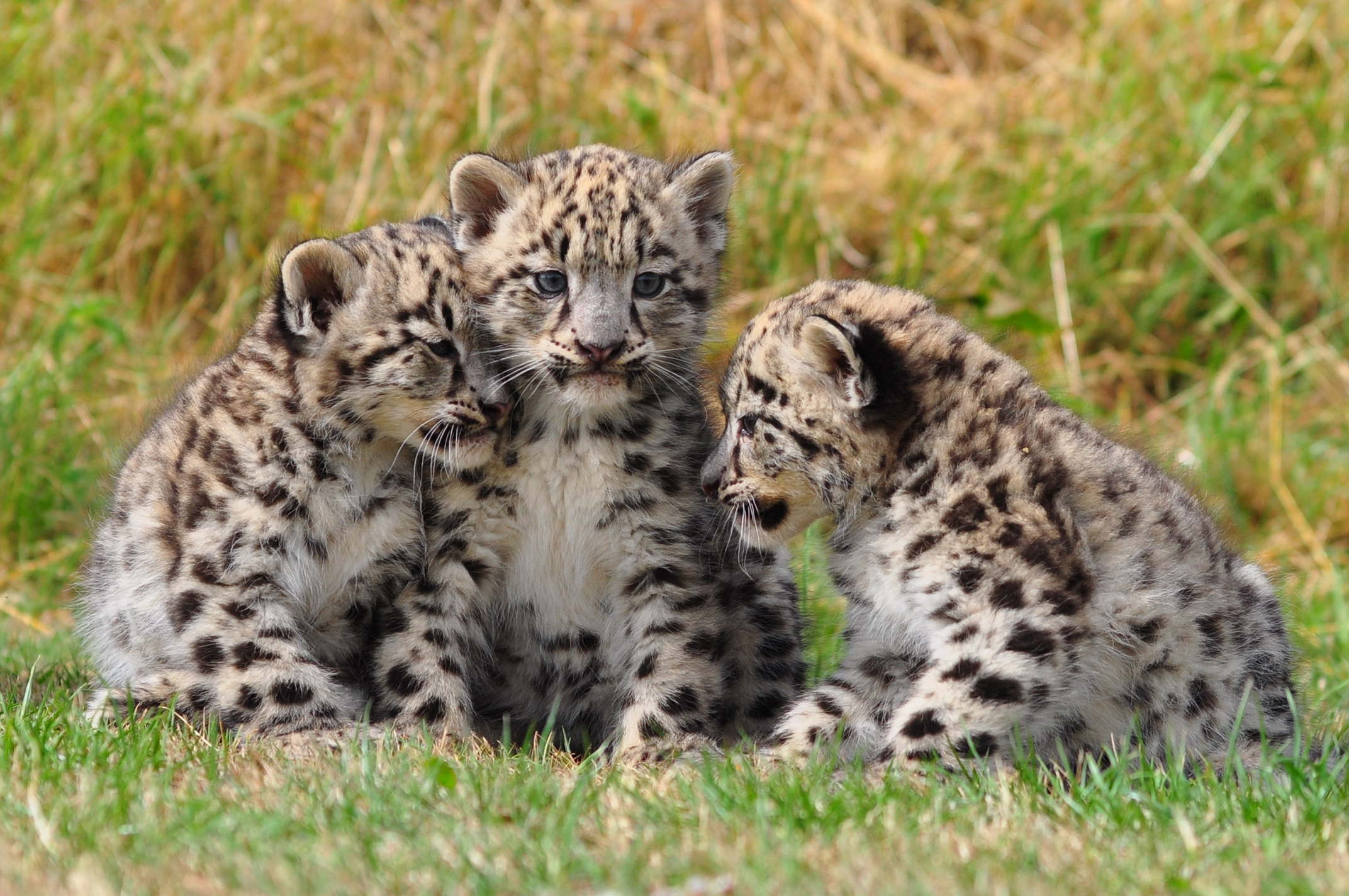
雪豹幼崽

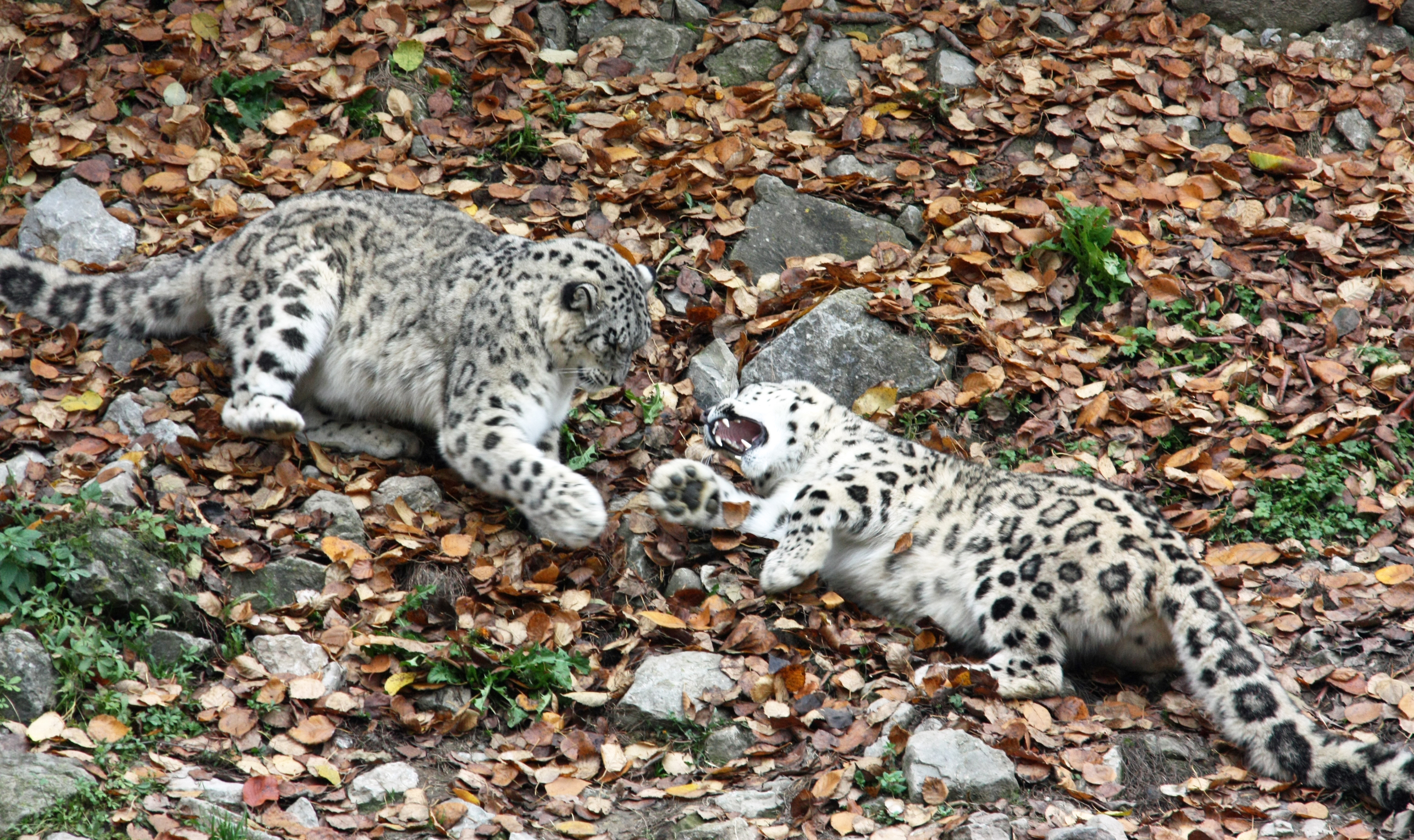
雪豹母子

雪豹多成对同居，在春季交配，由於發情期正值杜鵑花期，故有“杜鵑花開豹鬧春”的說法。其一般发情期在冬末1-3月，此时它们食欲不振，经常嘶叫相互寻找，夜间、清晨和傍晚常常发出高昂的叫声。这种叫声拖得很长，类似哀号，常被人误以为是雪人（传说中一种多毛的类人动物）的哭声。若两只雄兽相遇，则必有恶斗。雌兽发情期每次为5-7天，每天交配十余次，每次时间均较短（数秒或十几秒），交配姿态同虎、豹。妊娠期98-103天，于4-6月产仔，每胎通常可產2-3隻幼雪豹。母雪豹每次的生育间隔约为两年。
刚出生的幼豹体重约300-700克，体长约24cm，尾长16-18cm，通体带有浅玫瑰紫色，身上的黑色环斑轮廓不清、黑灰相杂，到7-9天才睁眼，10天后开始爬行。在幼豹出生的半个月内，母豹会精心哺育它的幼崽，很少离开。曾有野生动物拍摄者发现，当一只幼豹被秃鹫捕杀后，为救幼豹而伤痕累累的母豹装死吸引秃鹫啄食，待杀害其子的秃鹫接近时一口咬断它的脖子，最终与约20只秃鹫同归于尽。
小雪豹一个半月后可吃一些碎肉，2个月后可随母亲外出，3、4个月后可参与捕食，约在18-22个月后离开母亲，独立生活。一旦独立，它们将会离开故土，长途跋涉，穿越广袤的地带以寻求新的栖息地。这可能有助于减少近亲繁殖现象的发生。雪豹约2-3岁时性成熟。动物园中雪豹的寿命一般长达15年，雪豹在野外的寿命一般也超过10年。目前，雪豹已能完成笼养条件下的人工繁殖。

### 领地行为
雪豹领地范围的弹性很大，随栖息地环境而变化。在栖息地环境较好，猎物较多处领地较小，约20-40km2。在猎物很少的地方，如蒙古国，雪豹的领地可扩展到1000km2。
雪豹通过往岩石上喷射印记，用尖利的爪子刨树干，或者在地上刨坑的方式来标记领地。这些办法很有效，一些胆小的动物闻到岩石上的异常气味一般都会迅速离开。因为雄性雪豹和雌性雪豹的领地往往在很大程度上重合，所以他们之间会有某种暂时的隔离带，以保持相对的独立。只有在雌性雪豹到了发情期时，这种隔离带会取消。

## 生存危机与保护

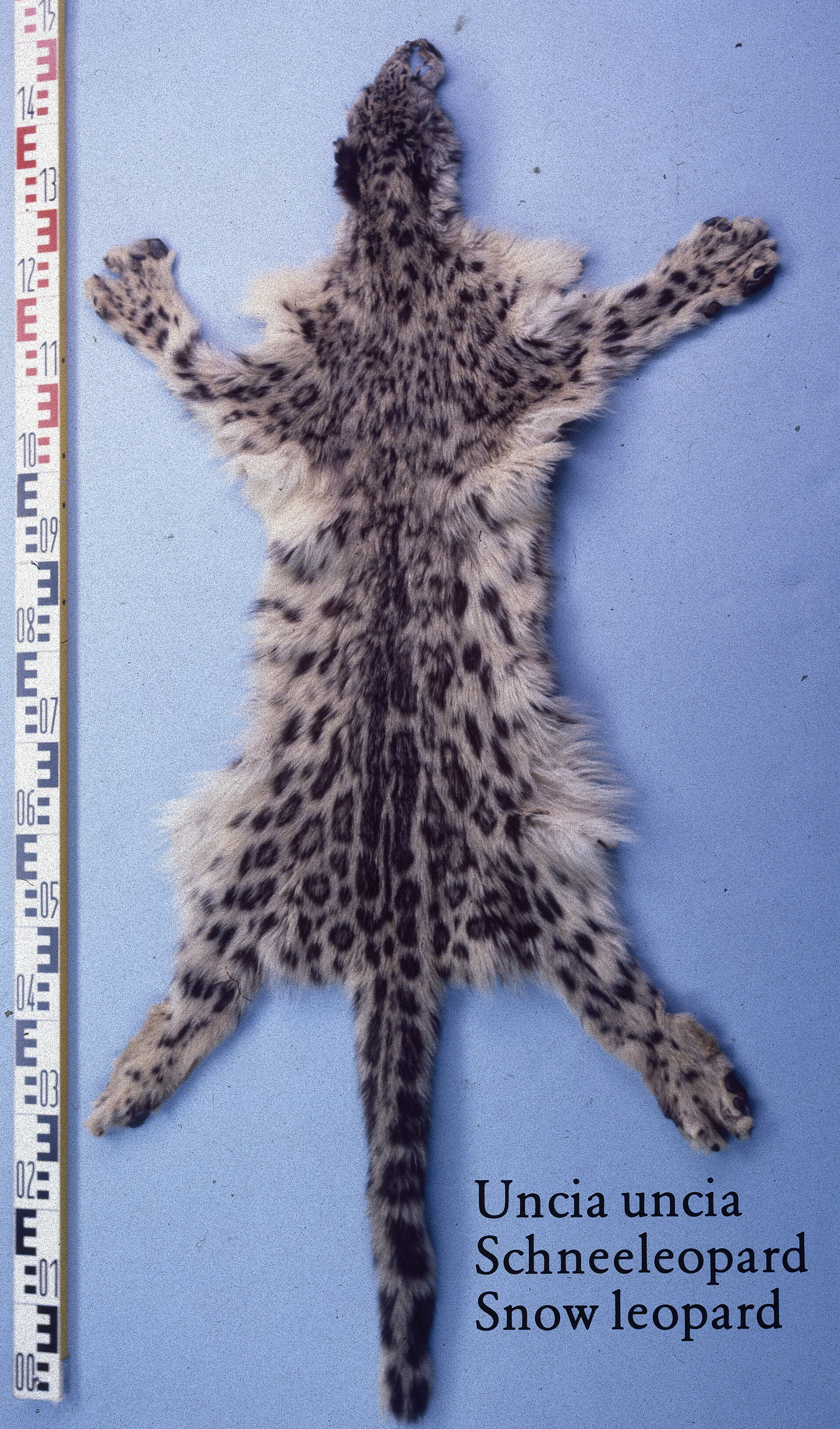
雪豹皮

### 生存危机
由于非法捕猎、栖息地缩小、猎物资源耗竭、及人兽冲突引发的报复性猎杀等多种因素，雪豹的数量正急剧减少，曾为濒危物种。

#### 非法捕猎
雪豹一直是人狩猎和捕杀的对象。为了获取珍贵美丽的皮毛而猎杀雪豹，是目前该物种面临的最大威胁。雪豹有很高的经济价值，在国际裘皮市场上，雪豹的皮毛有着极高的价格。许多国家的传统医学认为雪豹的骨头可以治疗筋骨疼痛、风寒湿痹等症，猎捕雪豹也为获得豹骨入药，虎骨供给量下降和馈赠收藏雪豹爪、牙、皮等的需要导致这种现象进一步加剧。同时，雪豹有固定的活动路线，偷猎者在其必经之路埋下铁夹就可将其捕获。这几点导致了雪豹偷猎贸易的屡禁不止，加速了其种群的濒危。
上世纪六十年代，用雪豹皮制做的成衣已在一些西方国家流行起来，人们认为拥有这样一件昂贵的毛皮大衣可以表现他们的身份，地位与权力。当时，每年猫科类动物皮毛制品的国际交易额高达3000万美元。其中的暴利让不少人铤而走险，猎杀雪豹。在20世纪，雪豹偷猎的数量巨大，对雪豹种群造成了很大破坏。
20世纪70年代的一系列公约和法律对雪豹捕猎起到了遏制作用。然而，30年来，雪豹制品的非法贸易仍旧存在，贩卖雪豹皮的现象在尼泊尔的加德满都，中国的新疆，西藏等地仍时有发生。到了21世纪，雪豹贸易仍在继续。一项从2004年7月开始，历时两年的调查显示，乌鲁木齐市五个大型市场均有雪豹皮、骨、爪子及其制品在出售。尤其是二道桥市场和大巴扎，在这些市场里，雪豹制品的交易几乎天天都在进行。喀什是世界上雪豹产品主要的集散地，有世界最大雪豹黑市之称。国际野生物种贸易研究委员会在1996年和2003年发表报告称，在喀什的巴扎和旅游商店里，1996年一件大雪豹皮黑市价可以卖到4000元人民币的高价，比较小的皮张也卖到2500元。由此可见，对雪豹贸易的打击工作仍任重而道远。

#### 人为活动及经济开发
雪豹的栖息地被人类的各种频繁活动分隔成为一个个孤岛，呈零星斑形状。同时，由于过度放牧使草场退化，以及大量围栏的修建严重限制了有蹄类动物的采食和迁移，作为猎物的岩羊等有蹄类动物数量下降，给雪豹造成了不小的灾难。

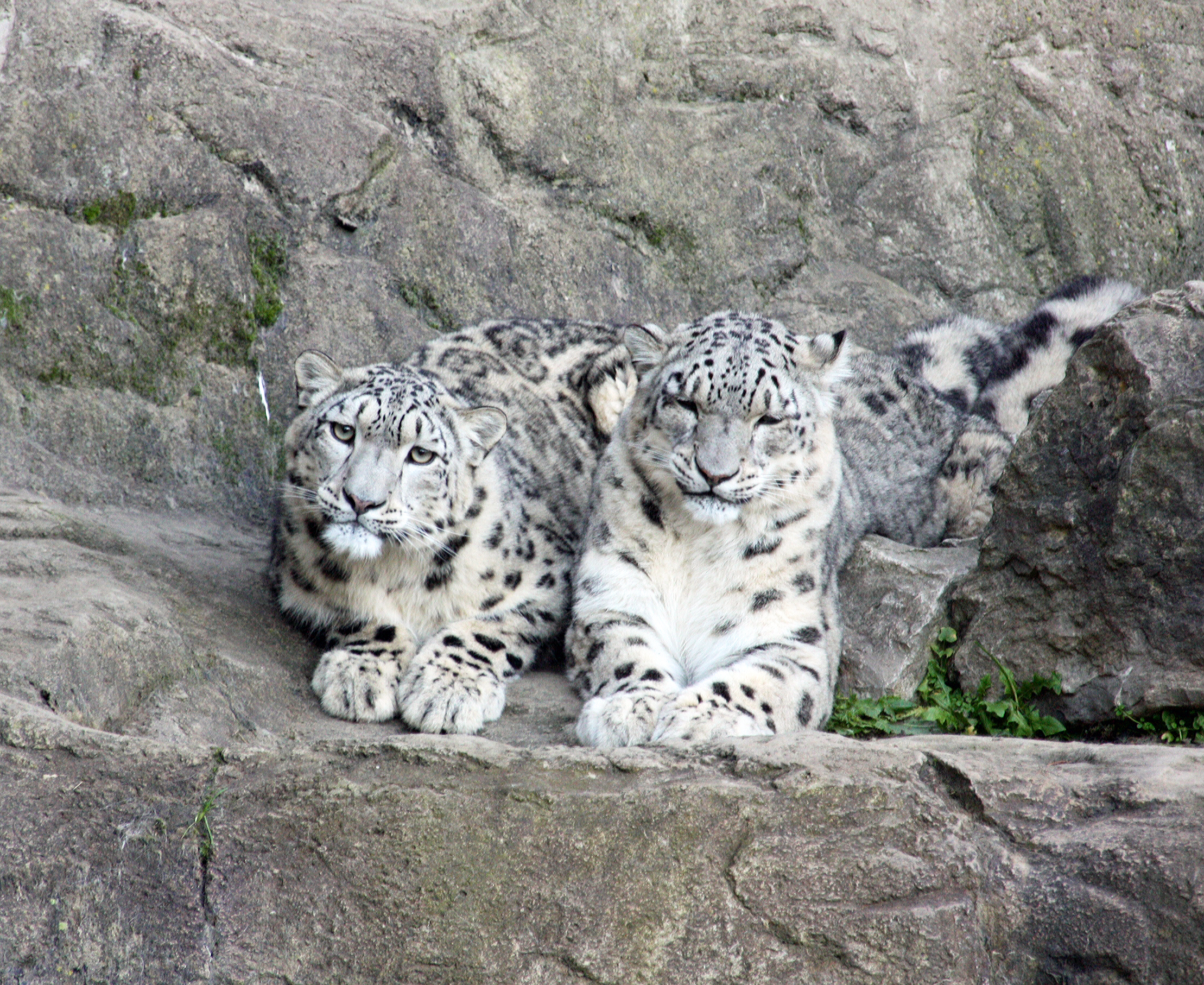
苏黎世动物园中的一对雪豹母子

#### 动物园从野外的活捕
1968年到1984年，仅西宁市动物园在青海5州11县就收购雪豹73只。仅1982—1984年西宁动物园从天峻县疏勒硫磺前后沟收购到21只雪豹，多数是成体。然而，由于雪豹很难适应低海拔地区的湿度、温度、气压和日照变化，所以在世界各地动物园中，能繁殖雪豹的数量很少。可以肯定，繁殖的数量远远少于野外捕得的数量。

#### 牧民与雪豹的矛盾
由于栖息地被破坏，猎物大幅减少，雪豹没有食物就去捕食家畜。在蒙古，2004年，雪豹赖以为生的食物野山羊因口蹄疫爆发而大批死亡，雪豹被饥饿驱使，偷袭家畜，因此被当地牧民枪杀。同时，在中国，牧业结构和牧民价值观的改变也是一个重要因素。在改革开放前的集体经济下，由于牲畜属于集体，牧民对于损失一两只羊并不在意，淳朴的民风亦认为野兽吃羊是天经地义。而近年来多种所有制的发展使得牲畜与牧民的经济利益直接挂钩，并且很多时候牲畜不属于牧民，他们只是被老板雇佣，这时牲畜的损失便让牧民难以承受。对经济利益的愈发看重和牲畜价格的上涨更使得牧民对牲畜的损失愈发重视，而另一方面野生动物保护法禁止牧民野外捕猎也使得牧民觉得自己处于一种不对等地位，因为以前他们可以通过捕猎来弥补雪豹造成的损失而今则不行，于是报复雪豹的事屡有发生。

### 生存现状
| 国家     | 調查年份 | 估計数量 |
| -------- | -------- | -------- |
| 阿富汗   | 2016     | 50–200   |
| 不丹     | 2016     | 79–112   |
| 中国     | 2016     | 4,500    |
| 印度     | 2016     | 516–524  |
|          | 2016     | 100–120  |
|          | 2016     | 300–400  |
| 蒙古国   | 2016     | 1,000    |
| 尼泊尔   | 2016     | 301–400  |
| 巴基斯坦 | 2016     | 250-420  |
| 俄羅斯   | 2016     | 70–90    |
|          | 2016     | 250–280  |

於2003年，雪豹的个体总数估计只有4,080至6,590只，在世界各地的动物园也有约600-700只雪豹。
1972年，國際自然保護聯盟将雪豹确定为全球性的濒危物种，并将其纳入全球濒危物种红色名单。在其2008年的评估中，仍维持这一威胁级别。
- 阿富汗：在过去的一段时间，阿富汗境内的雪豹因偷吃家畜和皮草贸易而被广泛猎杀[55]。同时，过去20年的战争亦给雪豹和其有蹄类猎物造成了很大影响，然而缺少具体的数据[56][57]。现在阿富汗的雪豹数量尚不清楚。在长时间的内战和武装冲突中，阿富汗的野生动物保护法未能有效实施，雪豹和其猎物亦未能得到有效的保护和管理[21]。在2010年，一位猎人在阿富汗捕捉到一头雪豹并企图以高价出售，此事惊动了北约部队、美国驻喀布尔大使，甚至阿富汗总统卡尔扎伊。虽然这只雪豹最后被解救出来，却仍因休克而亡。此事在阿富汗引发较大反响，因为对许多阿富汗人来讲，雪豹是他们民族桀骜不驯精神的象征[52]。
- 不丹：不丹潜在的雪豹范围约为15,000km2[58]。GIS系统生成的数据则显示其栖息地范围约为7,349km2[59]。若假定一只雪豹的栖息地范围为100km2，则不丹约有100只雪豹。在晋美多吉国家公园的调查发现了雪豹的存在，然而尽管不丹的蓝山羊数量较尼泊尔多，调查却显示其雪豹密度并不如尼泊尔的希-佛克桑多国家公园[21]。
- 中国：中国是雪豹数量最多的国家，约有60%的雪豹栖息地位于中国。据福克斯在1994年的调查，雪豹在中国的栖息地范围约为1,100,000km2，数量约为2,000-2,500只（假设其平均密度为250-300km2）。而在亨特和杰克逊于1997年的调查中[59]，中国的雪豹潜在栖息地高达1,824,316km2[59]。雪豹栖息于中国的七个省及自治区（青海，甘肃，四川，云南，新疆，西藏，内蒙古），栖息地约有586,500km2分布在青藏高原上。羌塘自然保护区（300,000km2）、三江源自然保护区（158,000km2）、可可西里自然保护区（83,500km2）、阿尔金山自然保护区（45,000km2），祁连山自然保护区（>20,000km2）和在昆仑山中部拟建的新保护区（50,000km2）在高原的北部，珠穆朗玛自然保护区（33,910km2）在高原的南部，喜马拉雅的北边。这些保护区均有雪豹分布。但因为地形不利和岩羊数量普遍偏少，雪豹数量相对较少[60]。在青海，雪豹的骨头及其他部分被用于传统中药（TCM）的现象较为严重，对雪豹种群造成了影响[21]。
- 印度：印度的雪豹潜在栖息地约为95,000km2[61]，生活着大约500只雪豹。它们中的绝大多数生活在拉达克的荷米斯国家公园[21]。
- 缅甸：缅甸与中国云南的交界处有一块小面积的潜在雪豹栖息地[59]。若能得到雪豹存在的证实，缅甸将成为第13个分布有野生雪豹的国家[21]。
- 蒙古：在蒙古，雪豹出现在阿尔泰山东部，Transaltai戈壁和杭爱山脉，库苏古尔湖的孤立山区亦有可能有分布。库苏古尔最后一次雪豹的出现在20世纪60年代。Bold和Dorzhzunduy于1976年估计蒙古的野生雪豹种群数为500－900只[62]，沙勒等于1994年估计为大约1,000只。麦卡锡于2000年提供了一个详细的分布区地图，评估了雪豹现状和分布，从而估计约有800－1,700只个体[63]。
- 尼泊尔：尼泊尔的雪豹潜在分布区大约为30,000km2，全国约有150－300只雪豹[64]。雪豹主要沿与中国接壤的北部边境分布，而最大的种群位于西部的莫斯坦、穆古、多尔帕和胡姆拉地区[64]。在尼泊尔西部偏僻的兰古峡谷每100km2至少有5－10只雪豹[65]。
- 巴基斯坦：巴基斯坦境内雪豹分布区估计大约为80,000km2，雪豹总数量大约为320只。出现在西北边疆的兴都库什和北部（吉尔吉斯，罕萨和巴尔蒂斯坦区）的哈拉和林分布区。红其拉甫国家公园（2,669km2）、巴尔蒂斯坦野生动物园（414km2）、吉德拉尔国家公园（77.8km2）等自然保护区有雪豹分布。
- 俄罗斯：雪豹分布在俄罗斯的阿尔泰、西萨彥嶺、东萨彥嶺、图瓦山区和哈卡斯，总面积约为60,000km2[66]。估计总数为150-200只[67]。
- 吉尔吉斯斯坦：在吉尔吉斯斯坦，雪豹广泛分布于天山和帕米尔-阿尔来山系。科什卡列夫于1989年估算出其分布区约为65,800km2，平均密度是约100km2一只。但自那时起，雪豹数量已急剧下降，2005年估计仅有300-350只。
- 哈萨克斯坦：雪豹出现在吉尔吉斯分布区沿线，和吉尔吉斯斯坦接壤的北天山跨伊犁阿拉套山地区及和中国接壤的准噶尔阿拉套山。估计数量为100-110只[68]。
- 塔吉克斯坦：广泛分布在帕米尔和帕米尔-阿尔来一系。鲁尚，亚兹古列姆，Vanch，舒格南，伊什卡希姆，萨雷阔勒和跨阿莱山脉分布区密度最高。穆拉托夫于2004年估计数量在200-220只之间[69]。由于有蹄类猎物的减少，自1990年起，雪豹数量一直在减少。塔吉克国家公园（26,000km2内有多达140只雪豹），罗密特国家保护区（161km2）等保护区都有雪豹出现[21]。
- 乌兹别克斯坦：分布在两个区域，被费尔干纳峡谷一分为二：天山地区（乌干山脉、恰特卡尔山脉、普斯凯姆山脉）和帕米尔-阿尔来地区（土耳其斯坦山脉、泽拉夫尚山脉、希萨尔山脉）。总占地面积估计为10,000km2，数量为30-50只[21]。

### 保护
世界自然保護聯盟（IUCN）已将雪豹列为易危动物。在中国，雪豹是国家一级保护动物。与此同时，一些保护工作也在开展。有众多组织正开展工作以保护雪豹和其受到威胁的山地生态系统。这些组织包括国际雪豹基金会，雪豹保护协会，全球雪豹网络以及世界保护联盟猫科动物专家组。这些团体和许多雪豹分布区的政府部门最近一同出席了在北京举行的第十届国际雪豹会议。他们关注于研究与调查雪豹及其栖息地，同时教育工作也在开展，这些教育工作的目的在于让人们理解雪豹的需求与雪豹栖息地上村民和牧民的需求同样重要。

#### 法律与公约保护
20世纪七十年代初，雪豹皮毛制品的国际贸易正式被禁止。1971年，国际皮毛制品贸易联合会忠告其会员国家终止雪豹皮毛的交易活动；1975年濒危野生动植物物种国际贸易公约将雪豹列为附录一物种，严令禁止雪豹的皮毛交易。
在中国，雪豹是国家一级保护动物。2001年，在新疆琼台兰河上游苏布塔西放牧的一位牧民因夹获一只雪豹被捕，判刑十年。2002年，新疆自治区拜城县人民法院作出判决，对捕杀国家一级保护动物雪豹的司马义·苏甫尔判处有期徒刑7年，罚金2万元，同时对倒卖雪豹的2名卖主各处罚款5000元。

#### 化解雪豹与牧民间的冲突
雪豹偷袭牧民牲畜的一个重要原因是畜栏过于简陋。新疆的羊圈有的还不到1米，仅是让羊群在晚上有个避寒的地方。西藏地区有时甚至没有羊圈，只有几根驱狼的旗子，雪豹极易闯入。于是保护人员帮助他们修建不易闯入的畜栏，牧人便可在夜里安心回家。据统计，每一座新型围栏的修筑可拯救5只雪豹的生命。
同时，“绿色赔款”也是国际上保护雪豹资源的通用做法。在俄罗斯和蒙古国，牛羊被雪豹咬死的农户，都可以从动植物保护站那里得到赔款，雪豹咬死每只羊可得到15美元的赔款，咬死每头牦牛可得到75美元的赔款。

#### 建立保护区
在以下自然保护区内有雪豹生活。

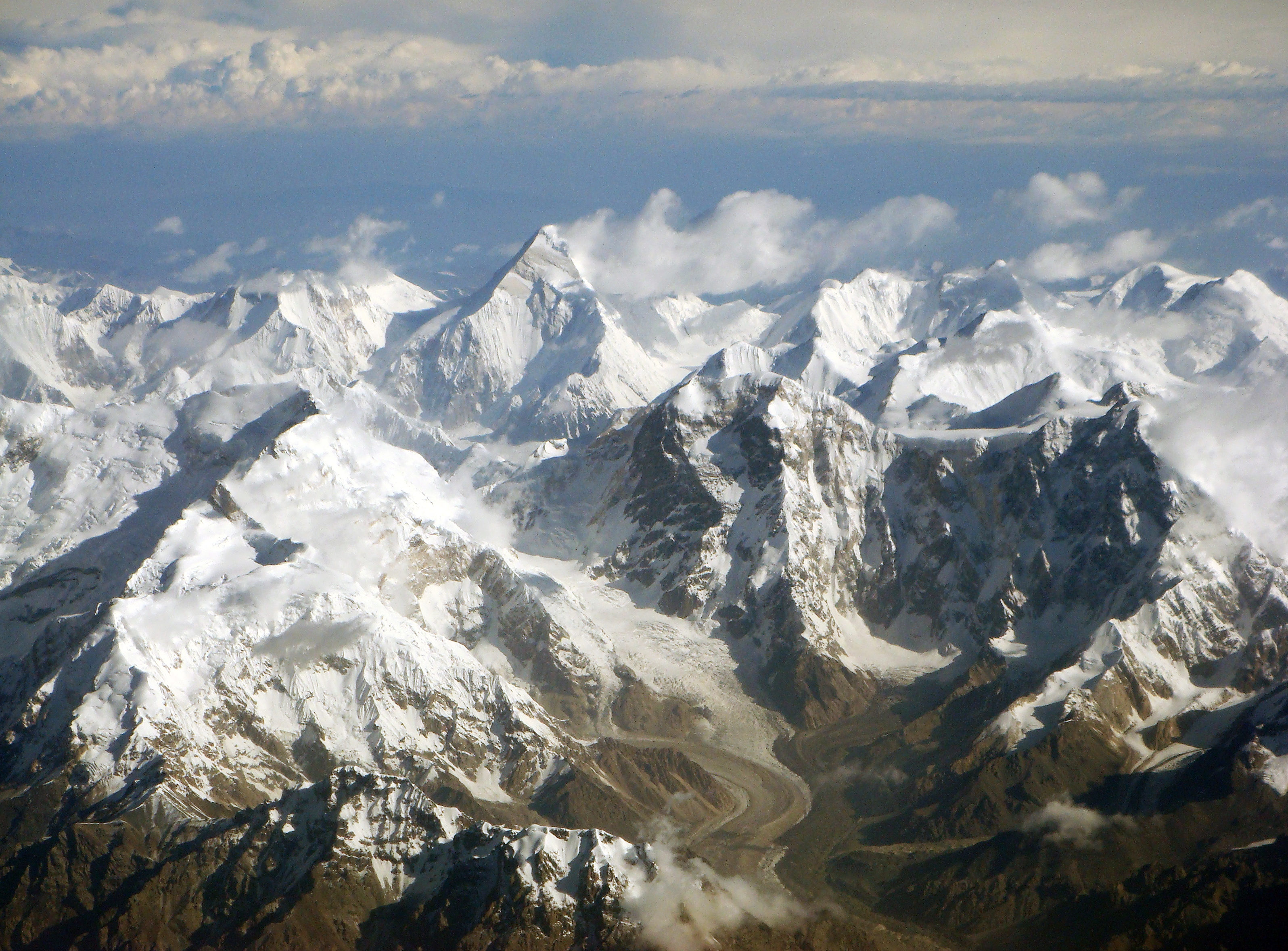
天山是雪豹的主要聚集区之一

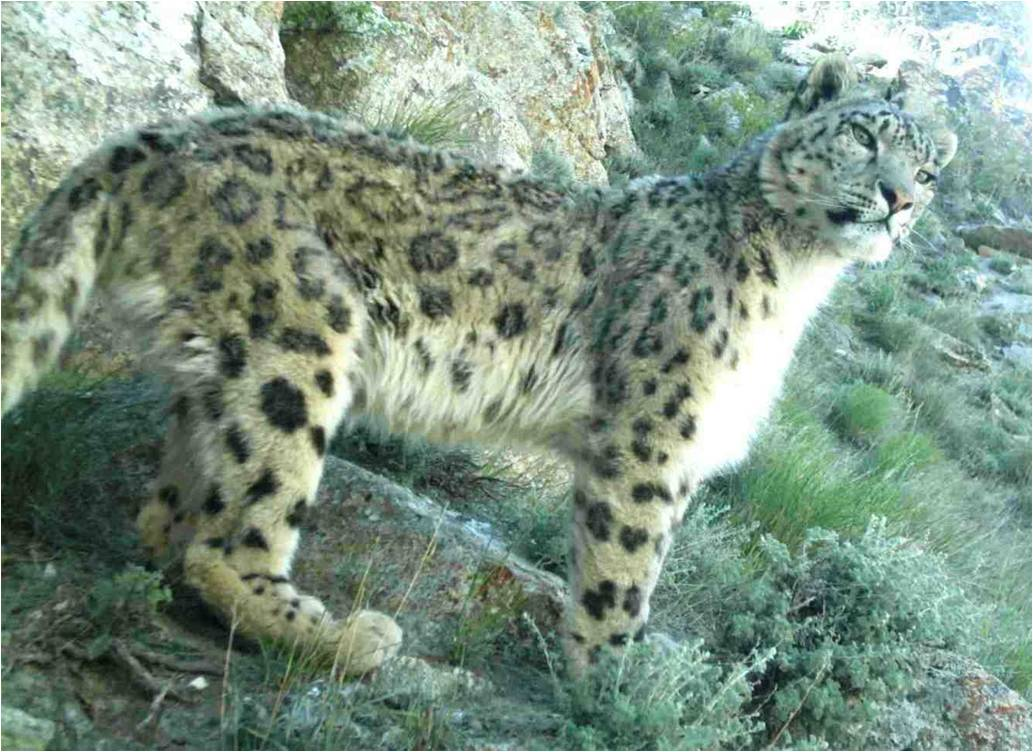
在阿富汗的瓦罕走廊发现的雪豹

- 吉德拉尔国家公园，位于巴基斯坦的开伯尔－普赫图赫瓦省。
- 荷米斯国家公园，在印度拉达克的查谟－克什米尔邦。
- 红其拉甫国家公园，位于巴基斯坦的吉尔吉特-巴尔蒂斯坦。
- 楠达戴维山国家公园，位于印度北阿坎德邦，被联合国教科文组织列为世界自然遗产名录[74]。
- 珠穆朗玛自然保护区，位于中国西藏[75]。
- 吐鲁番自然保护区，位于中国新疆天山[76]。
- 可可西里自然保护区，位于中国青海。
- 三江源自然保护区，位于中国青海[14]。
- 萨加玛塔国家公园，位于尼泊尔，被联合国教科文组织列为世界自然遗产名录[77]。
- 花谷国家公园，位于印度北安查尔邦，被联合国教科文组织列为世界自然遗产名录。
- 希-佛克桑多国家公园，位于尼泊尔德尔帕。
- 多尔帕坦禁猎保护区，位于尼泊尔巴格隆。
- 安娜普娜保护区，位于尼泊尔西部。
- 晋美多吉国家公园，位于不丹。
- 葛凡赛汗国家公园，位于蒙古。
- Ubsunur Hollow保护区，位于蒙古和图瓦共和国及俄罗斯的领土边界。
- 迪邦野生动物保护区，位于印度阿尼尼。
- Aksu-Djabagly自然保护区，位于哈萨克斯坦。
- sarychat Ertash国家自然保护区，位于吉尔吉斯斯坦。
- 卡通自然保护区，位于俄罗斯。
- Kibber野生动物保护区，位于印度。
- 针谷国家公园，位于印度。
- 大喜马拉雅山脉国家公园，位于印度。
- 贡嘎山自然保护区，位于中国四川

#### 国际雪豹基金会

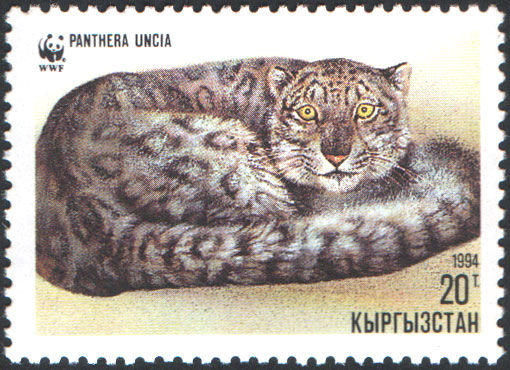
印有WWF字样的雪豹邮票

国际雪豹基金会致力于雪豹保护，在中國、蒙古、吉尔吉斯斯坦、巴基斯坦和印度五个关键的雪豹分布国均有项目及工作人员。另外，雪豹基金会还支持在乌兹别克斯坦、塔吉克斯坦、阿富汗、不丹和尼泊尔的当地保护项目。雪豹基金会的核心理念是：只有同时满足雪豹以及生活在其栖息地上的人们的需要，雪豹才能得到真正的保护。同时该基金会致力于雪豹研究工作。

#### 全球雪豹网络
全球雪豹网络於2002年在美国西雅图举行的雪豹峰会上成立，总部设在美国西雅图。全球雪豹网络由全球有志于拯救保护雪豹的组织、个人和政府机构组成，旨在促进国际成员之间的信息共享、合作与专业联系，以提高保护雪豹工作的效率，是一个全球雪豹研究与保护的组织与个人的网络机构。国际雪豹基金会、WWF等均为其成员。雪豹网络的目标之一是推动履行“雪豹生存战略”。“雪豹生存战略”中提出了研究与保护雪豹的指导方针，并不断以最新的知识更新。
蒙古国政府通过决议，允许外国人在2011年猎杀4只用于科学研究的雪豹。全球雪豹网络随后致信蒙古国自然环境和旅游部长，要求蒙古国政府取消这一许可。

### 考察和研究
在开展一系列保护行动的同时，一些关于雪豹的考察和研究也在开展。了解这种神秘动物的分布与习性有助于对其进行更有针对性的保护。
“新疆雪豹研究”是中国的一次较为重要的雪豹研究活动，由新疆自然保育基金（简称XCF）于2004年启动，得到了国际雪豹基金会（ISLT）和世界自然基金会（WWF）的资助。在2004年的秋冬季节，马鸣率领的考察小组曾两次深入到新疆阿尔泰山、东天山、北塔山以及托木尔峰地区展开雪豹调查，通过对雪豹的各种痕迹进行分析调查来评估雪豹当前存在的数量及面临的威胁。“新疆雪豹栖息地调查及生存环境野外考察”是“新疆雪豹研究”自2004年开始以来的第四次联合考察。中国、吉尔吉斯斯坦、印度、巴基斯坦、美国和英国等的专家和志愿者共同参与，共持续半年多时间。考察内容包括应用红外线自动相机开展野外动物拍摄，记录雪豹昼夜活动规律、个体特征、数量以及对雪豹食物资源的调查及保护宣传工作。
目前，雪豹的考察研究已取得一定进展。一些新的雪豹栖息地被陆续发现，雪豹的影像资料也更为丰富。这使得人类对雪豹的了解进一步加深，也为雪豹的保护工作提供了方向。主要事件有：
- 雪豹已能成功进行人工繁殖。其通常一胎会生出两到三只幼仔，但有时甚至能生出七只[80]。
- 2011年7月，一个“健康得令人惊讶”的雪豹种群在阿富汗东北部与世隔绝的瓦罕走廊被发现，这个发现给当地野生雪豹的生存带来了希望[81]。
- 2012年6月，中国科学家通过红外线自动相机在海拔约4600米的青海玉树地区首次拍摄到雪豹影像。随着三江源地区生态环境的改善，雪豹这一濒危种群的数量已有缓慢回升的迹象。据统计，在三江源约1000公里的土地上已观察到29只雪豹，密度相对较高[82]。

## 雪豹与人类

哈萨克斯坦阿拉木图市市徽即为一只雪豹

### 雪豹的传说与地位
雪豹喜欢独行、夜间活动、远离人迹和高海拔的生活特性使其行为特征难以为人所知，同时其数量亦很稀少，这些特点使得雪豹在人们的心中日趋神秘。亚洲不少国家都有关于雪豹的传说，一些民族及宗教亦将雪豹尊为神灵。
在西藏，传说一位圣僧在一个山洞里修行。那年冬天异常寒冷，连下18天大雪，众人认为圣僧已死，前去寻找尸体，在山洞前发现一只雪豹在吼叫。众人心想圣僧已葬豹腹中，接近时却看见圣僧在歌唱。众人问圣僧是否看到雪豹，圣僧回答：“我就是那只雪豹”。原来圣僧已修成正果，可任意变化。从此，生活在喜马拉雅山的雪豹被当地佛教信徒尊为神物。
在尼泊尔北部，传说大喇嘛化身为雪豹前往西藏寻找草药；放牧者被禁止在野外烤肉，否则山神会派他的“护法神”（雪豹）加以惩戒。还有一些传说中把雪豹称为庄稼的“天然栅栏”，如果没有雪豹牲畜就会肆无忌惮地觅食，甚至可能跑进庄稼地里。尼泊尔人还相信，投生为雪豹（以及家猫）是为了带走前世的罪孽，因此谁要是伤害了这些动物，就会把它们前世的罪孽全数接收。在一些地方的村民的眼中，杀死一只雪豹所招致的报应远比杀死像藍山羊这样的动物要严重得多，因为雪豹终身捕杀猎物所累积的罪恶都会转移到猎杀雪豹的人身上。
中国先秦古籍《山海经》中记载了一种名叫“孟极”的动物，形状像豹，额上有花纹，体毛白色，善于隐藏伏卧。有文献分析称，此为世界上最早的关于雪豹的记载。
司马迁在《史记·五帝本纪》中曾写道：轩辕教熊、罴、貔、貅。其中的“貔”就是指一个以雪豹为图腾的氏族。

### 雪豹与人的关系
雪豹性情敏感，喜欢独行，一般不会主动接近人。雪豹的这种特性使得对于雪豹的观察研究和分布统计极为困难。研究雪豹的专家却从未见过野生雪豹的现象亦普遍存在，常被当作笑谈。对于雪豹考察团队而言，能通过红外线自动拍摄技术拍到雪豹的照片就已属幸运。但在印度和尼泊尔的部分地区，雪豹不会躲开人类，而是在远处看着人们，这使得国外的一些科考人员和旅行者有机会见到雪豹的身影。
然而因为饥饿时偷猎牲畜或被捕获等各种原因，雪豹有时仍会被迫接近人。但在接近人时，雪豹一般并不会有害怕或畏惧的表现，这点与大多数野生动物很不相同。2000年，一只饥饿的雪豹闯入了天山脚下一位牧民的家，它把牧民拴在门外的一只狗吃了，然后竟然躺在牧民家门外呼呼大睡起来。2005年，新疆巴音郭愣蒙古自治州的村民发现了两只小雪豹。在保护人员照料期间，两只小雪豹白天撒欢嬉戏，晚上相依而眠。即使人们抱着它们玩，两只小雪豹也不会有害怕的表现。
不过，虽然雪豹不畏惧人且外表凶猛，但这并不意味着雪豹会时常攻击人类。事实上，自有历史记录以来，雪豹从没有主动袭击人类的记录，在偷猎活动猖獗的时代也是如此。即使是被兽夹所困，雪豹亦鲜有报复行动，以下考察记录显示了这一点：
| | ……人兽相持了几分钟后，达克感到十分奇怪，那雪豹的眼中并没有凶光，而且是一种哀求的眼神啊！突然，达克发现，那只雪豹的前肢已被兽夹牢牢夹住，血肉模糊，周围还有蚊虫叮咬，真不知它被夹住了多少天。达克很是心痛，立即放下了木棍，想为雪豹松开兽夹。雪豹有些误会，发出怒吼，不让人接近。达克转身想离开，却看见雪豹那哀求的目光，他不由自主地转过身来，试着慢慢地走近它，雪豹这次竟十分安详。达克利索地用手将兽夹解开，雪豹竟然用舌头轻轻地舔了舔他的手！达克一惊，吓得坐倒在地上，雪豹其实也没有恶意，它随后竟强忍着痛，一瘸一瘸地迅速逃离现场。 |
| ——“中国新疆雪豹栖息地调查及生境研究”活动中，中国科学院新疆生态与地理所研究员马鸣率领的考察队在塔格拉克牧场和琼台兰河流域的记录 | |

同时，有文献称，雪豹在能果腹的情况下宁可吃植物也不会轻易吃牧民的牲畜。袭击牲畜的通常是带着幼崽的母豹，在食物匮乏时，为了喂养幼豹，母豹会偷袭羊群，甚至攻击小马驹和小牦牛。

### 雪豹的命名
雪豹的拉丁文属名“Uncia”和不常用的英文名“ounce”都来源于古法语“once”。该词原本用于欧亚猞猁。“once”这个词又可能是从更早的词语“lonce”而来。“lonce”中的“l”被认为是“le”（即“the”）的缩写，于是“once”就成为该动物的名字。就这样，这个词和其英语版本“ounce”开始用来指猞猁大小的猫科动物，最终用于特指雪豹。
雪豹在其原产国中亦有多种称呼，如shan（拉达基语），irves，waawrin prraang，bars或barys（哈薩克語： ˈbɑrəs），ilbirs（吉尔吉斯语：Илбирс）和barfani chita（乌尔都语，意指“雪中的猎豹”）。
在中国，由于雪豹常在雪线附近和雪地间活动，故名之为“雪豹”，在各个地区另有“艾葉豹”、“荷葉豹”、“草豹”之称。雪豹在藏语里被称为“煞”。在天山，雪豹被当地居民尊称为“查汗尼瑞斯”，意为“美丽的白色金钱豹”。

### 纹章中的雪豹
雪豹是鞑靼族和哈萨克族的民族象征。哈萨克斯坦阿拉木图市市徽即为一只雪豹，鞑靼斯坦共和国的盾徽上亦是一只有翼的雪豹。北奥塞梯阿兰共和国的纹章也与之类似。在前苏联，能登上苏联全部五座超过7000m的山峰的登山者将获得雪豹奖章。另外，雪豹亦是吉尔吉斯斯坦女童子军协会的标志。

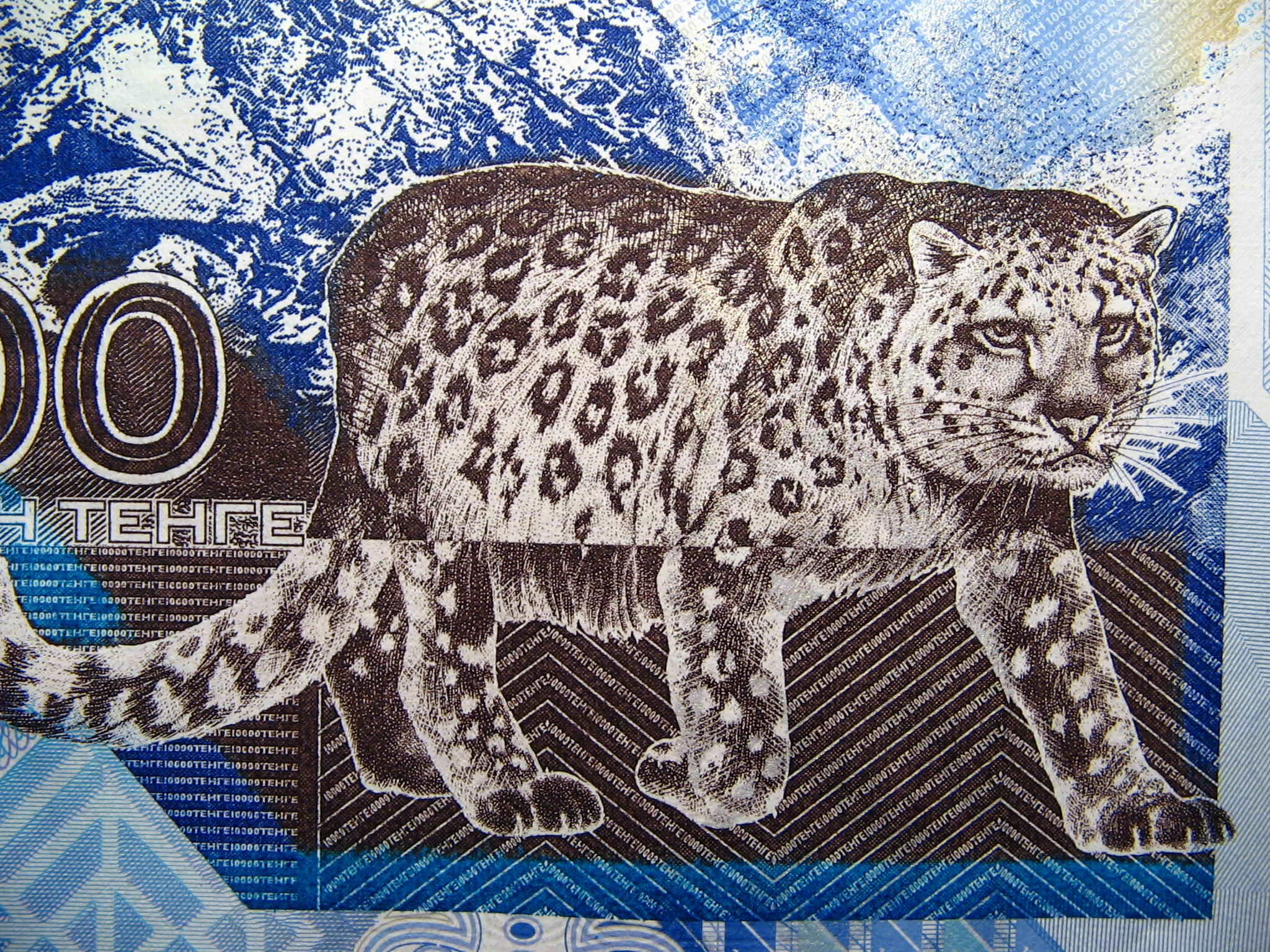
哈萨克斯坦旧的10000坚戈纸币上的雪豹图案
鞑靼斯坦共和国的盾徽（阿克巴尔思）。
雪豹是哈萨克斯坦首都阿斯塔納的标志
雪豹是吉尔吉斯斯坦首都比什凯克的标志
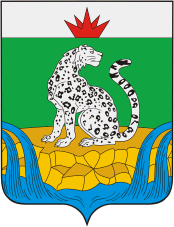
克拉斯诺亚尔斯克边疆区的雪豹标志
乌兹别克斯坦撒马尔罕市的标志
北奧塞提亞的國徽
南奧塞提亞的國徽

### 与雪豹有关的影视作品
- 《雪豹：超越神话》（英語：Snow Leopard: Beyond the Myth）：英國廣播公司自然纪录影片《自然世界》中的一集，是由艾雷斯泰·法瑟吉尔导演，大卫·艾登堡旁白，于2006年拍摄的一部纪录片。该片纪录了巴基斯坦的雪豹生存情况，收录于行星地球系列的蓝光版本中。
- 《功夫熊猫》：動畫中的角色“大龙”（Tai Lung）就是一只雪豹。
- 《我们诞生在中国》（英语：Born in China）：陆川导演的纪录片，由迪士尼自然投资发行。主角之一的“达娃”是一只雪豹。

### 与雪豹有关的文学作品
- 《雪域豹影》（又名《雪豹的眼泪》，《雪豹也有后爸》），沈石溪著，共34章，讲述了滇北高原日曲卡雪山上一只从未感受过家庭温情的雪豹选择成为三只幼豹的继父，从而与雌雪豹组成一个特殊的雪豹家庭后的诸多故事。
- 《雪豹悲歌》（又名《小豹雪妖》），沈石溪著，共9章，讲述了动物学家“我”和藏族向导强巴把一只一岁半的小雪豹“雪妖”放归山林的故事。
- 《打開豹籠》，沈石溪著。
- 《崩塌的群山》，钦吉斯·艾特玛托夫著。
- 《雪豹》，梁雪波的一首现代诗。
- 《惊魂雪豹情》：作者为张正直。讲述了一只天山雪豹于雪崩前诱走一家人，却被误认为要伤人而被射死的故事，于《文苑》刊登[86]。

### 以雪豹命名的實體
- 雪豹突擊隊：中國人民武裝警察部隊北京市總隊第13支隊特勤大隊的特種警察部隊。
- Mac OS X 10.6：蘋果公司以大型貓科動物命名每一版Mac OS X作業系統的慣例，將10.6版命名為Snow Leopard。